# دواين كراتشفيلد
دواين كراتشفيلد (بالإنجليزية: Dwayne Crutchfield) هو لاعب كرة قدم أمريكية أمريكي، ولد في 30 سبتمبر 1959 في سينسيناتي في الولايات المتحدة.